# Sreten Žujović
Sreten Žujović (v srbské cyrilici Сретен Жујовић, 24. června 1899, Mala Vrbica, Srbsko – 11. června 1976, Bělehrad, Jugoslávie) byl jugoslávský komunistický politik, účastník partyzánského hnutí.
Během druhé světové války inicioval Žujović partyzánské povstání v západním Srbsku, které vyústilo ve vznik tzv. Užické republiky. Účastnil se také rozhovorů mezi příslušníky zbytků královské armády a četniků s partyzány o vytvoření jednotných struktur.
Jako jeden z prvních poválečných jugoslávských ministrů financí se dostal do problémů poté, co se během roztržky Tita se Stalinem postavil na stranu Sovětského svazu. Byl tak zbaven všech funkcí (včetně hodnosti generál-podplukovníka) a nakonec i vězněn. Později byl propuštěn, po Brionském plénu opětovně přijat do řad SKJ, pouze ale jako řadový člen.